# The Crüxshadows

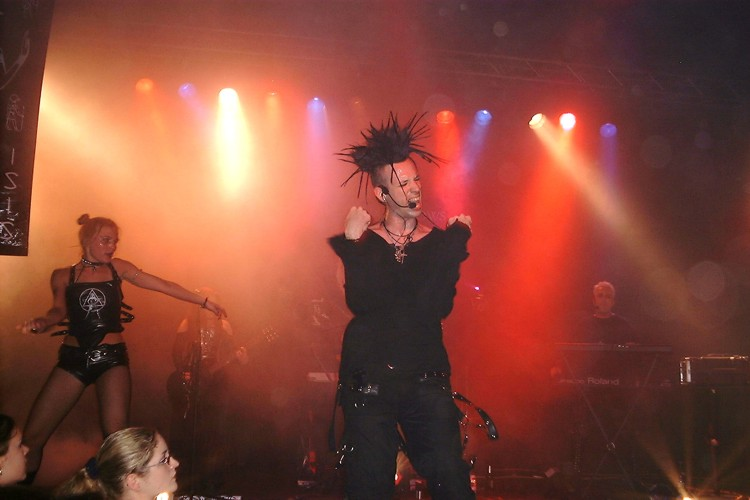
The Crüxshadows

The Crüxshadows is een Amerikaanse rockband uit Florida, die in 1992 door de zanger 'Rogue', Sean Flanagan als toetsenist en Tim Curry als gitarist opgericht werd. De band ressorteert onder de darkwave.
Zanger 'Rogue' is het enige constant gebleven lid van de groep; Flanagan en Curry verlieten de band in 1997; in hun stede kwamen violiste Rachel McDonnell, toetsenisten Trevor Brown en Chris Brantley en gitarist Kevin Page. Brown, Brantley en Page vertrokken respectievelijk in 2005, 2004 en 2001. Voorts speelde Stacey Campbell van 2001 tot 2004 gitaar bij de groep; andere leden zijn gitarist George Adam Bikos en toetsenist Jen Jawidzik, sedert 2004 en 2006 respectievelijk.
The Crüxshadows hebben een aparte sound, die gekenmerkt wordt door het gebruik van synthesizers, elektrische gitaar alsook elektrische viool; dit laatste instrument heeft een geluid dat aan de oude vedel herinnert. Vanuit melodisch oogpunt is het duidelijk wave-muziek; gecombineerd met de bewogen, bevlogen zangstijl van Rogue geeft het het geheel een origineel, goed in het gehoor liggend karakter.
De teksten zijn ingewikkeld en diepzinnig, en handelen over de mythologie van het Oude Egypte, het Oude Griekenland en het christendom. Ook bevatten de songs doorgaans relatief lange tekst.
De groep is, ofschoon Amerikaans, vooral in Europa populair, en dan in het bijzonder in Duitsland, waar ze in 2006 met 'Sophia' een alternatieve nummer 1-hit scoorden. Ze treden tevens geregeld op Duitse gothic-festivals op, zoals M'era luna, het Wave-Gotik-Treffen en Zillo.

## Discografie
- 1993 Night Crawls In
- 1996 Telemetry Of A Fallen Angel
- 1999 Until The Voices Fade... (ep)
- 1999 The Mystery Of The Whisper
- 2000 Paradox Addendum (ep)
- 2001 Echoes And Artifacts
- 2002 Tears
- 2002 Wishfire
- 2003 Frozen Embers (ep)
- 2003 Ethernaut
- 2004 Fortress in Flames (ep)
- 2005 Shadowbox incl. Live-Performance Video & Foreverlast EP (dvd & ep)
- 2006 Sophia
- 2007 Dreamcypher